# Feldflieger-Abteilung 17
Feldflieger-Abteilung Nr. 17 – FFA 17 – jednostka obserwacyjna i rozpoznawcza lotnictwa niemieckiego Luftstreitkräfte z początkowego okresu I wojny światowej.

## Informacje ogólne
W momencie wybuchu I wojny światowej z dniem 1 sierpnia 1914 roku została utworzona we Fliegerersatz Abteilung Nr. 3 i weszła w skład większej jednostki 2 Kompanii Batalionu Lotniczego Nr 2 w Grudziądzu.
15 stycznia 1917 roku jednostka została przeformowana i zmieniona we Fliegerabteilung 17 – (FA 17).
W jednostce służyli m.in. Rudolf Holzhausen, Heinrich Kroll późniejszy największy as i dowódca Jagdstaffel 24, Kurt Student późniejszy dowódca Jagdstaffel 9 oraz dowódca wojsk powietrznodesantowych Luftwaffe w czasie II wojny światowej.

## Dowódcy eskadry
| Stopień | Nazwisko          | Okres         |
| ------- | ----------------- | ------------- |
| Kapitan | Dincklage         | 01.08.1914    |
| Kapitan | Dr. Hermann Elias | grudzień 1916 |